# Leonard Boyarsky
Leonard Boyarsky amerikai játékfejlesztő és látványtervező, aki az egyik fő megálmodója volt a Fallout és a Diablo III című játékoknak.

## Fiatalkora
Miután alapszintű diplomát szerzett illusztrátorként (a Cal State Fullerton egyetemen) és ugyancsak BA fokozatot kapott Szépművészet szakon (az Art Center College of Design-on) szabadúszó művészként dolgozott az Interplay Entertainment és a Maxis kiadóknák 1992-ben.

## Interplay Entertainment (1992-1998)
Néhány szabadúszóként végzett megbízás után (Rags to Riches: The Financial Market Simulation és Castles II: Siege and Conquest) szerződtették, mint művészeti rendezőt, vezető művészt és dizájnert valamint írót.
Első munkája művészeti vezetőként az 1995-ös Stonekeep című játék volt. Két évvel később, 1997-ben vitte véghez a Fallout művészeti vezetőjeként végzett munkáját, melyben a futurisztikus dizájn keveredett az ötvenes évek amerikájának stílusával, itt jelent meg a mókás Vault Boy figurája a karakterek képességei mellett és része volt a nem mindennapi befejezés kiötlésében is. A játék párbeszédeinek tökéletesítésében is részt vett. Ezek után hagyta ott az Interplayt, hogy Tim Cainnel és Jason D-vel megalakítsa a Troika Games játékstúdiót.

## Troika Games (1998-2005)
Boyarsky változatos szerepet töltött be a Troika Games-en belül. Volt többek között művészeti vezető, projekt vezető, dizájner és író valamint vezérigazgató is.
Első munkájuk, a 2001-es megjelenésű Arcanum: Of Steamworks and Magick Obscura fejlesztése során hasonló posztokon volt, mint annak idején a Fallout megalkotásában: igazgatta a művészeti részt, párbeszédeket írt és szerkesztett, valamint részt vett a történet és a küldetések kialakításában. A stúdió nevéhez fűződik a 2004-es Vampire: The Masquerade – Bloodlines is. Emellett egy névtelen poszt-apokalitikus játékon is dolgozott, amely anyagi akadályok miatt soha nem jutott el a megjelenésig, bár a játék motorját bemutató videó később napvilágra került.
Miután 2005-ben a Troika bezárta kapuit, Boyarsky egy évet regenerálódással töltött akkori kiégettsége miatt. Később a Blizzard Entartainment-hez fordult, hogy szívesen részt venne a Diablo III történeti és szerepjáték elemeinek megalkotásában.

## Blizzard Entertainment (2006-)
Boyarsky azóta a Diablo III világának vezető dizájnereként dolgozok a Blizzard Entertainment csapatában.

## Idézetek
Mikor később megkérdezték, miért hagyta ott az Interplayt, azt válaszolta, hogy
"Az Interplay remek munkahely volt, azonban távozásunkkor úgy éreztük, hogy elmenetelünkkel sok megszűnt pontosan abból, amit szerettünk benne és hogy sok rossz döntést hoztak, ami a vállalat végét jelentheti. Öt-hat évvel megelőzte ez a jóslat a cég bukását, de mi már akkor láttuk a jeleket. Ha a Baldur’s Gate nem lett volna nagy siker, akkor talán már sokkal előbb bedőlt volna az Interplay, mindenesetre mi még a BG megjelenése előtt egy évvel kiléptünk."
Miután a Fallout sorozat fejlesztése a Bethesdához került, így nyilatkozott (2004-ben):
"Ha teljesen őszinte akarok lenni, hihetetlenül csalódott voltam, hogy nem kaptuk meg a lehetőséget a következő Fallout játék fejlesztésére. Ennek semmi köze a Bethesdához, egyszerűen mindig is úgy éreztem, hogy  a Fallout hozzánk tartozik és hogy csupán formaság, hogy az Interplay birtokolja a jogokat. Kicsit olyan érzés volt, mintha a gyerekünket árverezték volna el a legmagasabb licitet ajánlónak, miközben mi csak ülünk és nézzük. Mivel fogalmam sincs, mik a terveik, ezért nem tudok nyilatkozni afelől, hogy jó irányba haladnak-e vagy sem."

## Fordítás
- Ez a szócikk részben vagy egészben  a   Leonard Boyarsky című angol Wikipédia-szócikk ezen változatának fordításán alapul.  Az eredeti cikk szerkesztőit annak laptörténete sorolja fel. Ez a jelzés csupán a megfogalmazás eredetét és a szerzői jogokat jelzi, nem szolgál a cikkben szereplő információk forrásmegjelöléseként.